# 鶴崎裕雄
鶴崎 裕雄（つるさき ひろお、1935年 - ）は、国文学者。学位は、文学博士（関西大学・1988年）（学位論文「戦国期における寄合文芸の研究」）。帝塚山学院大学名誉教授。

## 経歴
大阪市生まれ。関西大学文学部卒。1988年「戦国期における寄合文芸の研究」で関西大学より文学博士の学位を取得。帝塚山学院短期大学教授。帝塚山学院短期大学学長。帝塚山学院大学人間文化学部教授、2006年定年退任、名誉教授。

## 著書
- 『戦国の権力と寄合の文芸』和泉書院 1988
- 『戦国を往く連歌師宗長』角川叢書 2000

編
- 『地域文化の歴史を往く 古代・中世から近世へ』編　和泉書院 2012

### 校訂
- 『美濃千句 因幡千句 表佐千句』木藤才蔵・重松裕巳・島津忠夫共編　古典文庫 1982 千句連歌集
- 『飯盛千句 大原野千句 高野千句』共編　古典文庫 1988 千句連歌集
- 『新日本古典文学大系 51 中世日記紀行集』福田秀一ほか共校注　岩波書店 1990
- 『新日本古典文学大系 49 竹林抄』島津忠夫、光田和伸、乾安代共校注　岩波書店 1991
- 『紀州玉津島神社奉納和歌集』佐貫新造,神道宗紀共編　玉津島神社 1992
- 『住吉大社奉納和歌集』神道宗紀共編　東方出版 1999
- 『月照寺明石柿本社奉納和歌集』神道宗紀,小倉嘉夫共編著　和泉書院 2011